# Adjuvant pour matériau cimentaire
Pour les articles homonymes, voir Adjuvant.
Les adjuvants pour matériaux cimentaires sont des produits chimiques ajoutés aux matériaux cimentaires tels que les coulis, les mortiers de ciment et les bétons de ciment pour modifier leurs caractéristiques. Les ajouts de ces adjuvants, réalisés lors du malaxage, sont le plus souvent inférieurs à 5 % en masse de ciment. 

## Typologie
Les types d'adjuvants (ou additifs) les plus courants sont les suivants :
- les accélérateurs : ils accélèrent l'hydratation (le durcissement) du béton ;
- les retardateurs de prise : ils ralentissent l'hydratation du béton et sont utilisés lorsque les conditions de mise en place sont difficiles (où le durcissement partiel du béton avant que la coulée ne soit terminée est indésirable) ;
- les entraîneurs d'air : ils ajoutent et entraînent de minuscules bulles d'air dans le béton, ce qui réduit les dommages au cours des cycles de gel-dégel et augmente la durabilité. Cependant, l'air entraîné implique un compromis avec la résistance (1 % d'air entraîné peut diminuer la résistance en compression de 5 %) ;
- les plastifiants : ils augmentent la maniabilité du béton frais, ce qui lui permet d'être mis en place plus facilement. Les plastifiants peuvent également être utilisés pour réduire la teneur en eau du béton et améliorer la résistance et les caractéristiques de durabilité. Les superplastifiants sont une classe de plastifiants qui ont moins d'effets nuisibles et peuvent être utilisés pour augmenter davantage la maniabilité par rapport aux plastifiants traditionnels ;
- les pigments : ils peuvent être utilisés pour changer la couleur du béton, pour l'esthétique ;
- les agents de mouture : ajoutés lors du broyage du ciment, ils permettent de lutter contre le phénomène de réagglomération. Les ajouts se situent entre 0,01 % et 0,25 % en masse.